# Predacons
Los Predacons (プレダコン en Japón) son personajes de ficción del universo de Transformers que se transforman en animales salvajes. Predacon también es el nombre de un miembro de los Decepticons en el programa de televisión Transformers Armada.

## Transformers: Generación 1
En Transformers G1, se presenta un equipo de cinco cazadores Decepticons, capaces de transformarse en animales salvajes y combinarse, en cuerpo y mente, para dar forma al robot gigante Gestalt Predaking. 
El equipo incluye a:
- Razorclaw: Se transforma en león. Forma el torso, el pecho, las entrepiernas y la cabeza de Predaking. Es el líder del equipo, desprecia el gasto innecesario de energía y recursos, y es paciente y estratégico en el momento de atacar.
- Rampage: Se transforma en tigre. Forma el brazo derecho de Predaking. Es un psicópata en un constante estado de ira que ignora sus miedos y principios. Afortunadamente, hay una manera de mantenerlo bajo control, ya que se distrae fácilmente con la televisión.
- Divebomb: Se transforma en águila. Forma el brazo izquierdo y sus alas se convierten en las alas de Predaking. Es solitario por naturaleza y solo se combina con sus compañeros de equipo cuando no tiene otra opción. Se divierte destruyendo objetos desde el aire por puro placer.
- Tantrum: Se transforma en búfalo. Forma la pierna izquierda de Predaking. Es el más fuerte de los Predacons y siempre usa la fuerza bruta para pelear. Tiene graves problemas de rabia y libera su enojo destruyendo cualquier cosa que se interponga en su camino.
- Headstrong: Se transforma en rinoceronte. Forma la pierna derecha de Predaking. Es tenaz e independiente, pero muy inseguro a la hora de tomar decisiones. Es probablemente el más débil del equipo.

## Predaking
Aunque la mayoría de estas fusiones son poco más que bestias pesadas que utilizan la fuerza bruta para destruir a sus enemigos, Predaking es diferente. Cuando las mentes de los transformers no coinciden, todos los Predacons se centran en la emoción de la caza. Debido a esto, Predaking se mueve con mayor velocidad y una gracia poco común para un ser de su tamaño, limitándose a reaccionar a las amenazas en lugar de realmente pensar en ellas. Actúa por puro instinto, que a menudo se manifiesta con brutalidad abrumadora. Como guerrero no tiene igual, y no hay defensa contra él como arma. Sin embargo, sufre muchas derrotas en la serie de animación y en los cómics de Marvel.

## Línea de juguetes Hasbro
La línea de juguetes de Hasbro de los Predacons fue lanzada en 1986 y tuvo un éxito notable durante la época de la serie. Había dos variantes: de plástico completo y con piezas de metal fundido; la última versión es la más buscada. 
A diferencia de las otras fusiones lanzadas ese año, Predaking fue sustancialmente mayor y no sigue la misma base de diseño, llamada Scramble City, que permitió que sus miembros se intercambiaran libremente: cada brazo y pierna podían ser intercambiados entre sí, pero un brazo no podía formar una pierna, y viceversa. Las instrucciones ilustran este punto: los juguetes representan a Divebomb como el brazo izquierdo, Rampage como el brazo derecho, Headstrong como la pierna izquierda y Tantrum como la pierna derecha.

## Marvel Comics
En el planeta Cybertron, algún tiempo antes de la salida de las tripulaciones de Optimus Prime y Megatron, los Predacons fueron convocados a la Tierra, equipados con modos de animales por Megatron para cazar a Optimus Prime.
Optimus Prime iba en contra de los Predacons como parte de un plan para poner a prueba su capacidad de funcionar sin él, utilizando toda su habilidad e ingenio para sobrevivir. Megatron los convocó para combatir a Prime, pero los Predacons lo atacaron tras recibir órdenes de hacerlo por parte de Shockwave, rival de Megatron.
Los Predacons huyeron, dejando a Prime y Megatron enfrentándose entre sí, pero cuando ambos cayeron accidentalmente en el puente espacial, Shockwave envió a los Predacons para encontrarlos y destruirlos. El equipo llegó de regreso a Cybertron un poco tarde; Megatron y Prime estaban en una confrontación con el gobernador de Polyhex, Lord Straxus, quien ayudó a Megatron a derrotar a Shockwave. 
Poco después, Optimus Prime pereció en un duelo virtual con Megatron, quien comenzó a descender a la locura paranoica. Shockwave convocó nuevamente a los Predacons a la Tierra, haciéndolos pasar por Autobots. Como parte de un plan para recuperar el mando de los Decepticons, Megatron logra derrotar a los Predacons, incluso en su forma combinada del Gestalt Predaking. 
Megatron, al darse cuenta de que Shockwave era el responsable, estuvo a punto de matarlo. Sin embargo, Shockwave reveló que había duplicado su mente en un disco para poder guiar a los Predacons en su misión. Este fue el medio por el cual logró sobrevivir tras enfrentarse a Optimus Prime. Finalmente, Megatron se suicidó al hacer explotar el puente espacial interdimensional.
Shockwave fue derrotado en un duelo, pero Megatron le perdonó la vida y, arrepentido, Shockwave cedió nuevamente el liderazgo a Megatron al ver que era incapaz de vencerlo. Megatron le pidió que reprogramara a los Predacons para que lo sirviesen lealmente a cambio de perdonarle la vida y darle un alto rango. Shockwave se quedó como comandante Decepticon, y los Predacons se convirtieron en fieles sirvientes de su ejército en la Tierra. Shockwave se convirtió en uno de los más leales a Megatron, admirado por su fuerza.

## Serie Animada
Los Predacons hicieron su debut en la tercera temporada, ambientada en 2005, como los Decepticons.
La alianza Quintessons comenzó su ataque a los Autobots en la Tierra y Cybertron. Los Autobots Blurr y Wheelie estaban en una de las lunas de Júpiter e intentaban llevar la rueda de transformación, que permitiría convertir a Metroplex, a la estación de batalla Autobot, para combatir y transformar según sea necesario. 
Blaster intenta ponerse en contacto con Cybertron para solicitar refuerzos, revelando la difícil situación de sus compañeros. La transmisión es interceptada por los Quintessons, que al enterarse de la ubicación de la rueda dentada, envían a los Predacons para asegurar que estos dos Autobots no lleguen a la Tierra. Después de una demostración inicial en modo animales, el equipo se une para formar a Predaking. Se enfrentan a Sky Lynx y lo superan, dando lugar a una fuerte enemistad entre ambos.
Los Predacons están en su elemento para su primera misión en el año 2006. Operan en las selvas del planeta Dredd, donde de nuevo batallan Sky Lynx y otros Autobots. Ellos son derrotados cuando son enterrados en una avalancha creada por nativos del planeta del caos. Más tarde, participan en la invasión de Paradron.
Más tarde, los Quintessons atacan a los Autobots mediante la manipulación de los sueños de Daniel Witwicky. Después de haber penetrado las defensas de Cybertron para una misión específica, los Predacons atacan a Rodimus Prime, Ultra Magnus y Springer. Pronto todo el grupo es atacado por los monstruos del subconsciente conjurados por Daniel. Todos en la escena se ven obligados a trabajar juntos para sobrevivir. Razorclaw y Springer son capturados por un dragón y se ven obligados a unirse para derrotar a la criatura y escapar, mientras que los otros enfrentan la amenaza de un gigante que ataca a Galvatron, hiriendo a Headstrong. Con Daniel rescatado, los daños sufridos por Headstrong impiden que el equipo logre la combinación en Predaking, obligándolos a huir.
En el camino a Chaar, en una fecha posterior, Predaking intercepta una señal inusual de los Quintessons y sigue pistas hacia un planeta selvático, donde el equipo se encuentra con un grupo de Autobots que han hecho lo mismo y descubre una plataforma electrónica de registro de las operaciones militares de los Quintessons. El equipo se une a Predaking y, de inmediato, se enfrenta a Sky Lynx, decidiendo luchar contra él.
En el episodio "The Call of the Primitives", Primacron convoca a Grimlock, quien pide ayuda a todos los Transformers Autobots y Decepticons con modo alterno de animal. Esto incluye a los Predacons, así como a Trypticon, Ratbat, Sky Lynx, Buzzsaw, Laserbeak, Ravage, Beastbox, Slugfest, Squawktalk, Overkill, los otros compañeros Dinobots de Grimlock, Steeljaw, Ramhorn y los Terrorcons. Todos deciden enfrentarse a Tornatron, quien, al igual que Unicron, fue creado por Primacron. Este les explica que Tornatron está absorbiendo toda la energía de la galaxia, y que solo ellos pueden unirse para destruirlo. Los Predacons y todos los "primitivos" son derrotados, excepto Grimlock, quien finalmente logra destruir a Tornatron.
En el último episodio de la tercera temporada, "El Regreso de Optimus Prime", que consta de dos partes, los Predacons, junto con otros Decepticons, atacan Japón y son infectados con el virus de la plaga del odio, que afecta tanto a robots como a seres orgánicos; el virus se extiende por el universo. La animosidad creada por la plaga no impide que los Predacons se combinen en Predaking y persigan a Galvatron, quien aún no está contaminado. Sin embargo, un escuadrón de Autobots no infectados, liderado por Optimus Prime, logra curar la plaga con la Matriz de Liderazgo Autobot, lo que permite a Optimus Prime recuperar el liderazgo de su equipo.
Los Predacons continuaron haciendo apariciones breves en 1987 en la serie spin-off japonesa Transformers Headmasters.

## Transformers: Zone
En 1990, en Transformers: Zone, Predaking fue uno de los nueve generales al servicio de la misteriosa Violenjiger Insectoid y conoció su fin cuando el líder Autobot, Dai Atlas, lo divide en dos, revelando lo que parecía ser un cerebro orgánico en su interior.

## Manga
En el manga Transformers #5, Galvatron y sus Decepticons atacan la Primera Energía de la Torre. Galvatron ordena a los Decepticons formar a Menasor, Devastator y Bruticus, quienes comienzan el ataque. Rodimus Prime responde a esta amenaza ordenando a Superion y Omega Supreme que intervengan. Galvatron también ordena a Predaking actuar, a sabiendas de que Sky Lynx no está presente. Rodimus Prime ordena a los Omnibots atacar las piernas de Predaking, lo que provoca que el gigante caiga sobre los otros gigantes Decepticon, derrotándolos una vez más.

## Beast Wars
Los Predacons también recibirían una referencia significativa al ser el equivalente de los Decepticons y los antagonistas de la serie Transformers: Beast Wars. Así como los Autobots son conocidos como los Maximals, en un flashback de Razorbeast sobre Magmatron en una cámara de Predacons, se presentan de forma destacada símbolos que parecen representar los modos de animales de los Predacons originales, así como una estatua que parece ser Divebomb, lo que indica un vínculo entre los Predacons originales y sus homónimos en Beast Wars.
Los personajes que aparecen en la serie son:
- Megatron: El líder supremo de los Decepticons, se transforma en Tyrannosaurus Rex y un dragón al final de la serie.
- Scorponok: Segundo al mando, se transforma en escorpión.
- Tarantulas: Está a cargo del servicio de inteligencia de los Predacons, se transforma en tarántula.
- Terrorsaur: Especialista en rastreo aéreo de combate, se transforma en pterodáctilo.
- Waspinator: También es especialista en rastreo aéreo de combate, se transforma en avispa.
- Blackarachnia: Especialista en combate terrestre; luego pasa a las filas de los Maximals, se transforma en araña viuda negra.
- Inferno: Segundo al mando después de la muerte de Scorponok, se transforma en hormiga de fuego.
- Quickstrike: Especialista en combate terrestre, se transforma en escorpión con cola de cobra.
- Rampage: Especialista en combate marino, se transforma en cangrejo.
- Dinobot Clone: Un ejecutor, se transforma en velociraptor.
- Tripredacus:
  - Cicadacon: Se transforma en cigarra.
  - Ram Horn: Se transforma en escarabajo.
  - Sea Clamp: Se transforma en langostino.
- Ravage: Un agente de Tripredacus, se transforma en una cassette.

## Beast Wars II
Los personajes que aparecen en la serie son:
- Líderes
  - Galvatron
  - Megastorm/Gigastorm

- Combatrons
  - Hellscream
  - BB/Max-B
  - Thrust/Thustor
  - Dirge/Dirgegun

- Autorollers
  - AutoStinger
  - AutoCrasher
  - AutoJetter
  - AutoLauncher

- Seacons/God Neptune (Piranacon)
  - Halfshell
  - Sea Phantom
  - TerrorMantar
  - Coelagon
  - Scylle

## Beast Wars Neo Destrons
En Japón, los Predacons son conocidos como Destrons, ya que son transformers basados en animales.
Los personajes que aparecen en la serie son:
- Magmatron: Es el líder equivalente a Megatron. Su modo bestia combina un giganotosaurus, un elasmosaurus y un quetzalcoatlus, y es un tri-fuzor. Apareció en 2006 en la serie cómica IDW Beast Wars.
- Guiltdart: Se transforma en triceratops.
- Saberback: Se transforma en estegosaurio.
- Sling: Se transforma en dimetrodón.
- Dead End: Se transforma en amonita.
- Archadis: Se transforma en archaeopteryx.
- Hydra: Se transforma en pterosaurio.
- Bazooka: Se transforma en anquilosaurio.

## Transformers: Robots In Disguise
Los personajes que aparecen en la serie son:
- Megatron: Se transforma en un dragón de dos cabezas.
- Sky-Byte: Se transforma en un tiburón blanco.
- Darkscream: Su modo bestia combina un dragón con una ardilla voladora.
- Gas Skunk: Su modo bestia combina un dragón con un zorrillo.
- Paleta: Su modo bestia combina un ogro y una rana.
- Bruticus: Se transforma en un cerbero, aunque solo apareció en la línea de juguetes y no en el programa de televisión.

## Transformers Animated
En Transformers Animated, solo aparecieron dos miembros de Transformers: Beast Wars como homenaje. En esta franquicia, los Predacons son mitad tecnológicos y mitad orgánicos.
- Blackarachnia: Se transforma en viuda negra. Es un nuevo alter ego de Elita-1; tras caer accidentalmente en una emboscada de arañas, se convierte en un ser mitad tecnológico y mitad orgánico. Luego, al pensar que sus compañeros Autobots la traicionaron, se une a las filas de los Decepticons.

- Waspinator: Se transforma en avispa. Es un nuevo alter ego de Wasp, creado por Blackarachnia. Es acusado por Bumblebee de ser un espía Decepticons, aunque el verdadero espía es Shockwave, quien se hace llamar Longarm Prime. Tras ser expulsado de la academia Autobot y encarcelado, jura vengarse de Bumblebee. Después de escapar, llega a la Tierra para llevar a cabo su venganza, pero es capturado por el Dinobot Swoop, manipulado por Blackarachnia, quien lo modifica y lo alista en las filas Decepticons, con la intención de encontrar un antídoto reversible para regresar a su forma original de Elita-1.

## Theft Of The Golden Disk
Es una precuela de dos partes que muestra a los Predacons robando el disco dorado, así como otros personajes implicados en el robo que no aparecen en la serie.
Los personajes que aparecen en la serie son:
- Megatron
- Dinobot
- Buzzbomb
- Terrorsaur
- Dirge
- Waspinator
- Backslash
- Scorponok
- Tarantula

## Beast Hunters
En la tercera temporada de Transformers: Prime, aparece un enorme dragón traído por Shockwave, que resulta ser Predaking; es la primera vez que se presenta como un solo personaje y no como una fusión. Se explica que los Predacons fueron a Cybertron lo que los dinosaurios fueron a la Tierra: la especie dominante que se extinguió tras un cataclismo. A partir de sus fósiles, Shockwave los clonó, dando origen a Predaking. En la película Predacon Rising, aparecen dos más: Skylinx y Darksteel. En esta serie, los Predacons se transforman en bestias mitológicas (dragones, grifos, etc.) del folklore y mitos europeos.
Nota: el resto de Predacons solo se vio en la línea de juguetes y no en la serie.

## Transformers: el último caballero
Los Predacons aparecen en este filme como caballeros legendarios de la facción Autobot, al igual que los Dinobots. Se trata de doce caballeros cybertronianos que, al combinarse, forman un dragón mecánico de tres cabezas llamado Dragonstorm.